# Machapunga
Machapunga (Mattamuskeet, Maramiskeet), pleme Algonquian Indijanaca koje je obitavalo na području današnjeg okruga Hyde u saveznoj američkoj državi Sjeverna Karolina. Već prve godine 18. stoljeća Machapunga su gotovo nestali, a njihov broj 1701. iznosio je tek oko 100 duša, uključujući 30 ratnika, čije je jedino selo bilo Mattamuskeet (Maramuskeet). Premda gotovo nestali oni se 1711-1712 priključuju Ratu Tuscarora, nakon čijeg su završetka zajedno s Coree Indijancima smješteni na rezervat na jezeru Mattamuskeet, gdje su imali samo jedno selo. 

## Ime
Ime Machapunga dolazi, prema Heckewelderu, možda od matchi ='bad', ili prije od massa 'much' + pungo ='dust', u aluziji na pjeskovito tlo u ovom priobalnom području Karoline.

## Povijest
Machapunga Indijanci, po svoj su prilici uz još nekoliko grupa, ostaci nekad jakog naroda Secotan, koji se živjeli u Raleighovo doba između Albemarle Sounda i Pamlico Sounda, i imali osam naselja (John White's 1-585 map.) kada je 1585-1586. utemeljena na otoku Roanoke Islandu. Od starih Secotana, kaže Patrick H. Garrow, indijansko stanovništvo je do 1700.-tih godina spalo na bijedne ostatke. U kasnom 17. stoljeću od Weapemeoca su preostale 4 malene bande. Chowanokima (Chawanoc) je broj 1709 iznosio 15 ratnika (John Lawson), a pleme Moratoc je izgleda 1700 već nestalo. Hatteras 1709. imaju 16 ratnika; Maramiskeet (30); Pamlico, porijeklom od Pomouika 15 (1709). Patrick H. Garrow za ostatke Secotana smatra i Neusioke (po Swantonu Iroquoian), porijeklom od Neuse Indijanaca, s 15 ratnika (1709).
Ratom Tuscarora (trajao je od 1711 do 1715) Machapunge se s plemenima Bay River, Pamlico i Neuse priključuju indijanskom ustanku, kojemu je dosta 'kumovao' "King Louther", poglavica Bear River Indijanaca. Završetkom Rata Tuscarora obalna plemena zajedno s Machapungama smješteno je na rezervat Mattamuskeet, a preživjeli su se sastojali uglavnom od plemena Coree i Machapunga. Prezimena Machapunga koja su se održala u 2 polovici 18. stoljeća bila su Squires i Mackey, koja vuku porijeklo od poglavica King Squires i King Mackey i drugih obitelji iz dvadesetih godina 18. stoljeća (25; 1761, prema Alex Stewart), ali će i ovi posljednji Machapunge (George i John Squires i druge obitelji)  nestati u stoljeću koje slijedi.

## Kultura
Machapunge su sjedilački narod, vješti ribari i poznati kanuisti. Lov. 

## Vanjske poveznice
- Machapunga  Arhivirana inačica izvorne stranice od 1. veljače 2016. (Wayback Machine)
- Patrick H. Garrow, The Mattamuskeet Documents: A Study In Social History